# Neometra
Genre
Neometra est un genre de comatules de la famille des Calometridae.

## Liste des genres
Selon World Register of Marine Species (10 avril 2015) :
- Neometra acanthaster (AH Clark, 1908) -- Philippines (~90 m de profondeur)
- Neometra alecto (AH Clark, 1911) -- Mer de Chine (70~200 m de profondeur)
- Neometra conanimis AH Clark, 1914 -- Australie (140~220 m de profondeur)
- Neometra diana (AH Clark, 1912) -- Indonésie (70~90 m de profondeur)
- Neometra gorgonia AH Clark, 1914 -- Australie occidentale (140~220 m de profondeur)
- Neometra multicolor (AH Clark, 1907) -- Japon (20~600 m de profondeur)
- Neometra sappho AH Clark, 1947 -- Indonésie (80 m de profondeur)
- Neometra sibogae AH Clark, 1912 -- Indonésie (110 m de profondeur)
- Neometra spinosissima (AH Clark, 1909) -- Îles Andaman (300 m de profondeur)
- Neometra xenocladia Messing, 2000 (in Messing & al., 2000) -- Indonésie